# Xã Hanover, Quận Shelby, Indiana
Xã Hanover (tiếng Anh: Hanover Township) là một xã thuộc quận Shelby, tiểu bang Indiana, Hoa Kỳ. Năm 2010, dân số của xã này là 2.283 người.